# Televisão Pública de Angola
La Televisão Pública de Angola (TPA) és una cadena de televisió estatal angolesa i principal emissora de televisió del país.
La seva seu oficial està a Luanda, que a través de la TPA1, és sintonitzada a través del Canal 2 VHF. El President del consell d'administració és actualment Hélder Barber dos Santos.

## Història
En 1962, la Rádio Clube da Nova Lisboa (actual Huambo) va iniciar emissions amb les primeres imatges i la transmissió de televisió a Angola. Dos anys més tard, va iniciar a Benguela i després de 1970 a Luanda. No obstant això, les transmissions van ser suspeses per ser il·legals, donat que la Rádio e Televisão de Portugal (RTP) tenia monopoli exclusiu a les televisions de la llavors colònia portuguesa.
En 1973, el Govern colonial portuguès va fundar la Radiotelevisão Portuguesa de Angola (RPA), secció de la RTP.
Després de la independència d'Angola l'11 de novembre de 1975 i la marxa de prop de 500 mil portuguesos, el govern del Moviment Popular per l'Alliberament d'Angola nacionalitzà l'emissora i la va anomenar Televisão Popular de Angola.
Malgrat la llarga Guerra Civil (1975-2002), en 1979, la TPA va passar a emetre a Benguela i Lobito, en 1981 és rebuda a Huambo (ex-Nova Lisboa). Només després de l'any de 1992, va passar a ser transmesa a la major part del país.
A causa de la reglamentació governamental nº 66/97 del canal en 1997, va ser reanomenat en el seu nom actual Televisão Pública de Angola (TPA).
En 2000, va ser creat el segon canal a Luanda, anomenat TPA 2 i llavors TPA a la ciutat va passar a nomenar-se TPA 1. En 2003, la TPA va llançar TPA Internacional, que va passar a ser transmesa per a Europa via satèl·lit a partir de 2008 i que, actualment, pot ser rebut a través de la xarxa de cable a Portugal.
A començaments de maig de 2013, la TPA que emitia les 24 hores des de feia anys, va ser reduïda a la meitat (12 hores), en la seqüència d'una determinació anunciada pel productor executiu i administrador de Semba Comunicações, José Paulino dos Santos. En el comunicat, José Santos va atribuir la reducció del temps de antena a l'al·legat incompliment, per part del Ministeri de la Comunicació Social i de la TPA, dels acords signats en 2007 relatius al pagament pel serveis prestats, que van provocar grans perjudicis a la seva empresa que vivia de programes propis i no és propietària de cap dels tres canals de la TPA (1, 2 i Internacional) i que nega les acusacions sobre un al·legat enriquiment personal a la costa de l'erari públic. La reducció de la graella de la TPA va generar incomptables crítiques

## Nou centre de producció
Els nous estudis se situen a les rodalies de Luanda, en la perifèria de la urbanització de Camama en forma de paral·lelogram ocupant un terreny pla amb una àrea d'aproximadament 200.000 metres quadrats, dels que 14.100 metres quadrats corresponen a l'àrea de construcció de blocs, carrerons i jardins. La planta dels estudis va ser concebuda com una estrella. Aquí va ser implantat l'edifici tenint en el seu centre un mirall d'aigua embolicat per una àrea verda ajardinada que vindrà a constituir el punt cèntric del complex.
El nou centre de producció va ser concebut de forma a integrar totes les necessitats d'un equipament de producció televisiva en una àrea restringida. Cada estudi està equipat amb la sala de control, sala d'àudio, sala de llums i obscuradors i amb tots els serveis necessaris en termes d'equipaments elèctrics i mecànics, equipats amb tecnologia punta - bancades motoritzades, llums automatitzades i càmeres d'alta qualitat.
El complex va ser concebut de forma a integrar i posar en pràctica les més recents tecnologies de la comunicació com la televisió digital i la televisió interactiva.